# 島嶼天光 (單曲專輯)
《島嶼天光 Island Sunrise》簡稱《島嶼天光》，是2014年時由臺灣搖滾樂團滅火器樂團與國立臺北藝術大學共同為太陽花學運創作的歌曲。其中由臺北藝術大學學生吳達坤、陳敬元企劃，在邀請滅火器樂團創作歌曲後結合學生製作影像創作而成。之後滅火器樂團還無償提供《晚安台灣》和《島嶼天光》兩首歌的版權給支持太陽花學運的民眾非商業行為使用，《島嶼天光》也被廣泛視為太陽花學運的重要歌曲之一。而滅火器樂團的主唱楊大正則表示：「參加學運的期間，一直希望盡自己的最大力量為學運作件事，這首歌是我對於學運做過最有意義的事情。」
2014年正式由台灣索尼音樂娛樂12月30日正式發行。
第26屆金曲獎宣布《島嶼天光》獲得「年度最佳歌曲」，中國轉播的腾讯视频直接把這段跳過。滅火器上台領獎時，更直接提及「天佑台灣，願台灣成為更好國家。」
而林飛帆、黃國昌等人，及職棒Lamigo桃猿隊也都公開或私下向滅火器樂團祝賀，讓他們忙著當低頭族回覆訊息，而楊大正在台上流下男兒淚，還被五月天瑪莎取笑他「娘炮」

## 曲目[9]
| 曲目 | 歌名             | 英文曲名                  | 演唱者     | 作詞   | 作曲   | 編曲   | 製作人 | 時長 |
| 1    | 島嶼天光吉他版   | Acoustic Version          | 滅火器樂團 | 楊大正 | 楊大正 | 楊大正 | 楊大正 | 4:19 |
| 2    | 島嶼天光搖滾版   | Original Version Re-mixed | 滅火器樂團 | 楊大正 | 楊大正 | 楊大正 | 楊大正 | 4:21 |
| 3    | 島嶼天光管弦樂版 | Orchestral Version        | 滅火器樂團 | 楊大正 | 楊大正 | 楊大正 | 楊大正 | 4:42 |

## 獎項
- 第26屆金曲獎

| 年份           | 獎項           | 入圍者 | 結果 |
| -------------- | -------------- | ------ | ---- |
| 2015           |                |        |      |
| 最佳年度歌曲獎 | 島嶼天光搖滾版 | 獲獎   |      |

## 外部連結
- 島嶼天光 island's sunrise （页面存档备份，存于） （繁體中文）
- 〈島嶼天光〉（Island's Sunrise） 太陽花學運 創作歌曲 （页面存档备份，存于） （繁體中文）
- 〈島嶼天光〉（Island's Sunrise） 太陽花學運 動畫版 （页面存档备份，存于） （繁體中文）
- 【島嶼天光】議院內夥伴 風雨同路大合唱 （页面存档备份，存于） （繁體中文）
- 「ISLAND'S SUNRISE 」Official Release 「島嶼天光國際英文」官方版 （页面存档备份，存于） （繁體中文）